# ولي أباد (كلاردشت)
ولي أباد (بالفارسية: ولی‌آباد) هي قرية تقع في Kuhestan Rural District في إيران. يقدر عدد سكانها بـ 271 نسمة.